# Mausoleo de Chatam Sofer
El Mausoleo de Chatam Sofer (en eslovaco: Mauzóleum Chatama Sófera) anteriormente el Viejo Cementerio Judío es el lugar de sepultura y monumento conmemorativo de Moisés Sofer (llamado alternativamente Chatam Sofer), un prominente rabino ortodoxo del siglo XIX. Fue construido en el lugar donde estaba un cementerio judío del siglo XVII en Bratislava, Eslovaquia. El cementerio histórico fue destruido en su mayoría con la construcción de un túnel para carretera bajo el castillo de Bratislava en 1943, pero las negociaciones con el líder clerofascista eslovaco Jozef Tiso permitieron que una importante fracción del cementerio que contiene las tumbas de los rabinos se conservara encerrado en el hormigón. En 2002 un monumento moderno fue erigido sobre el lugar y se abrió parcialmente al público.

## Galería

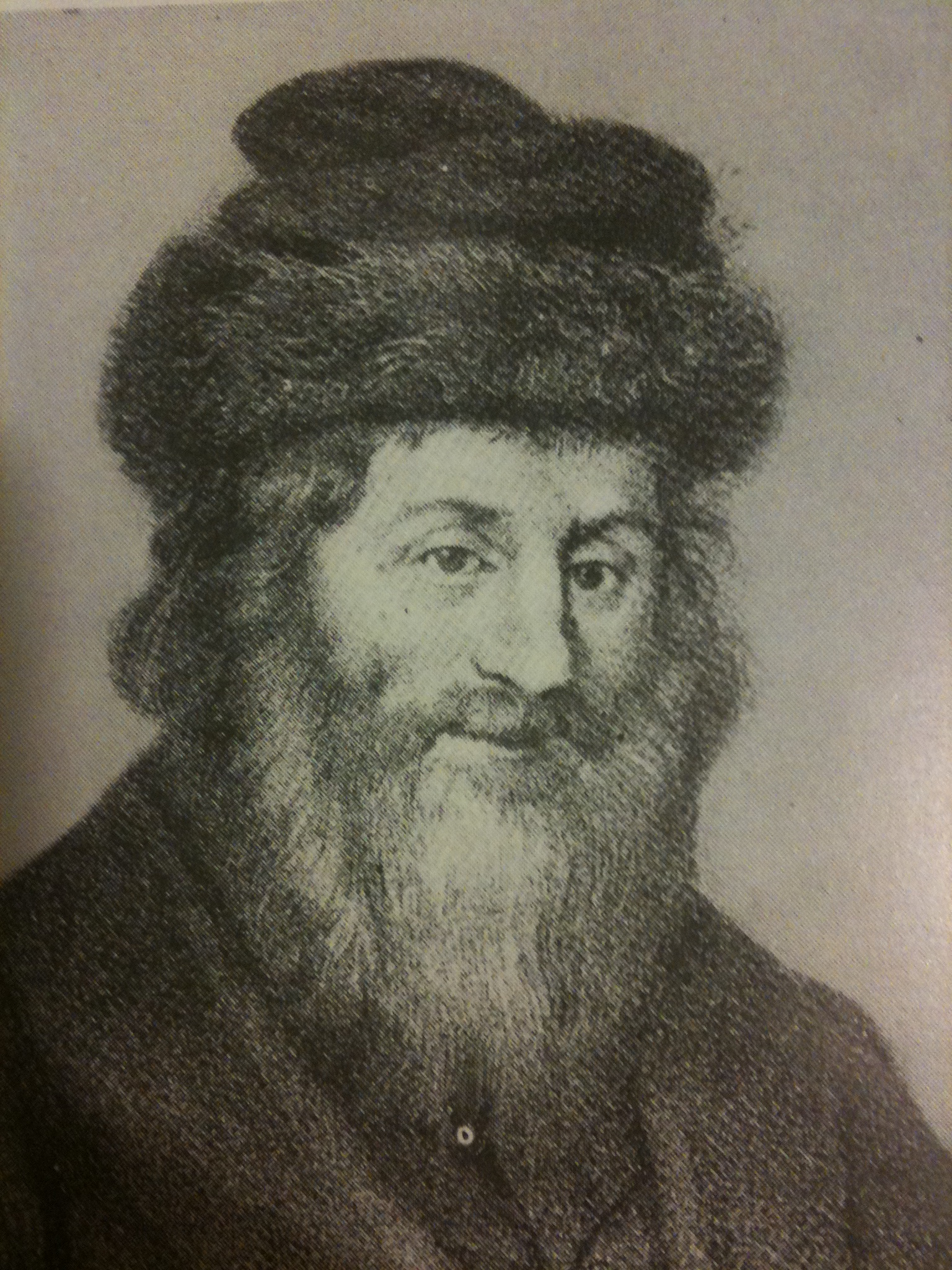
Moisés Sofer
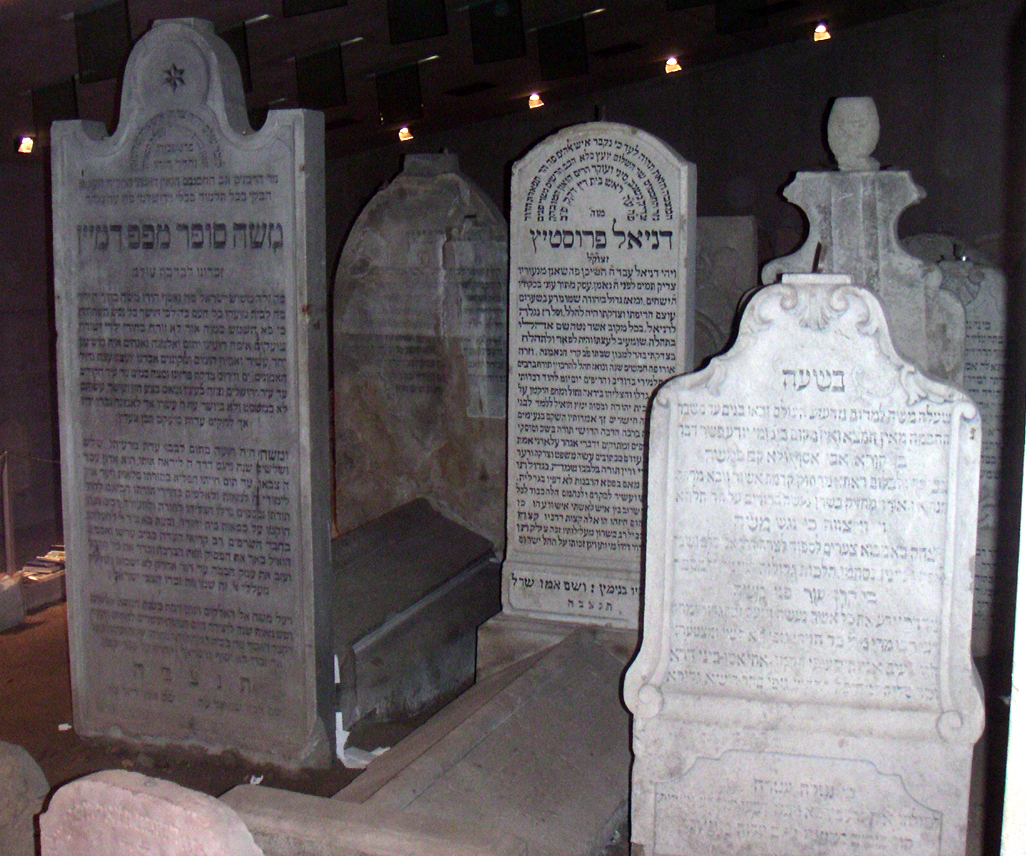
Tumba de Moisés Sofer (izquierda)
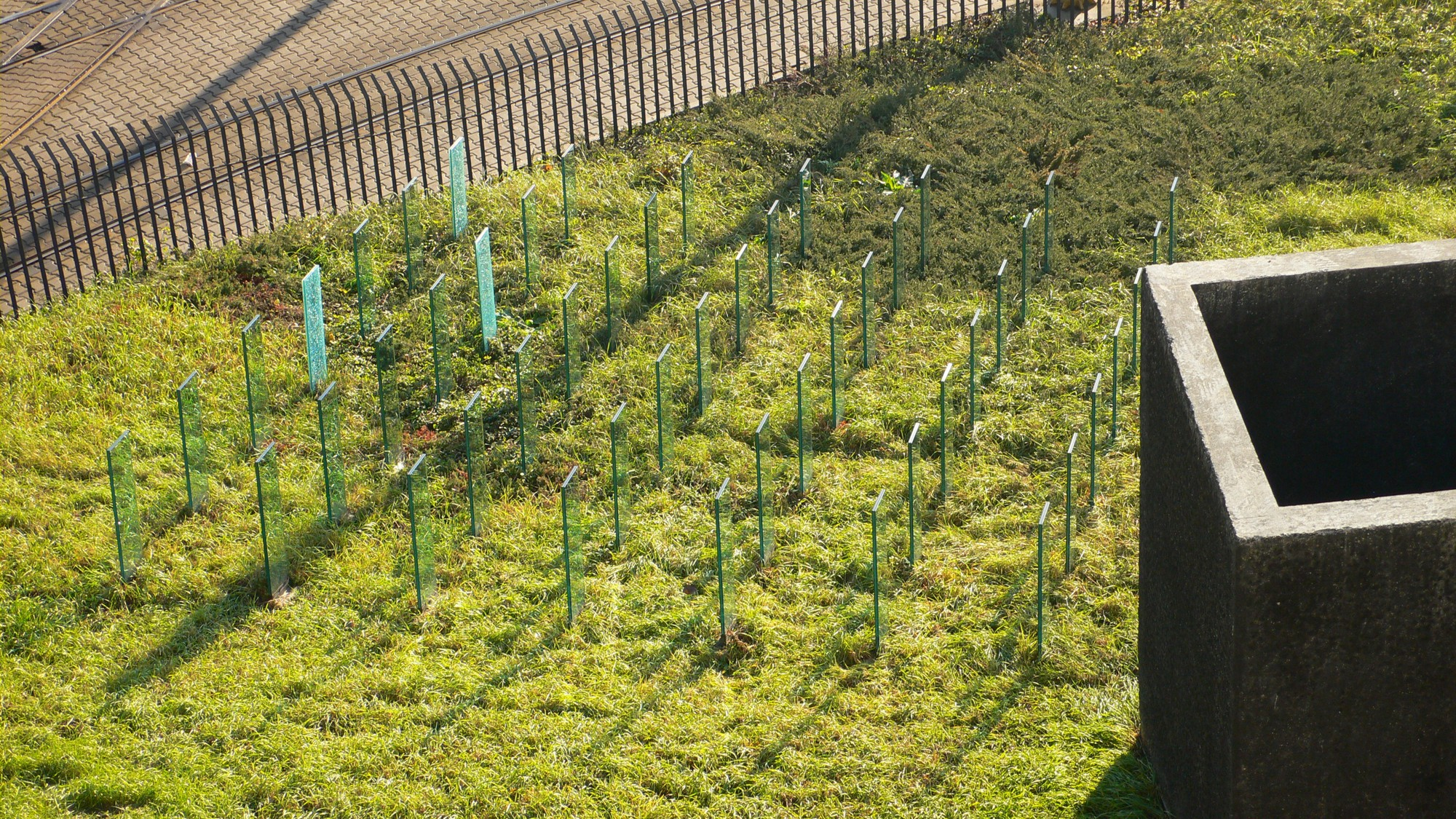
Vista desde encima del túnel
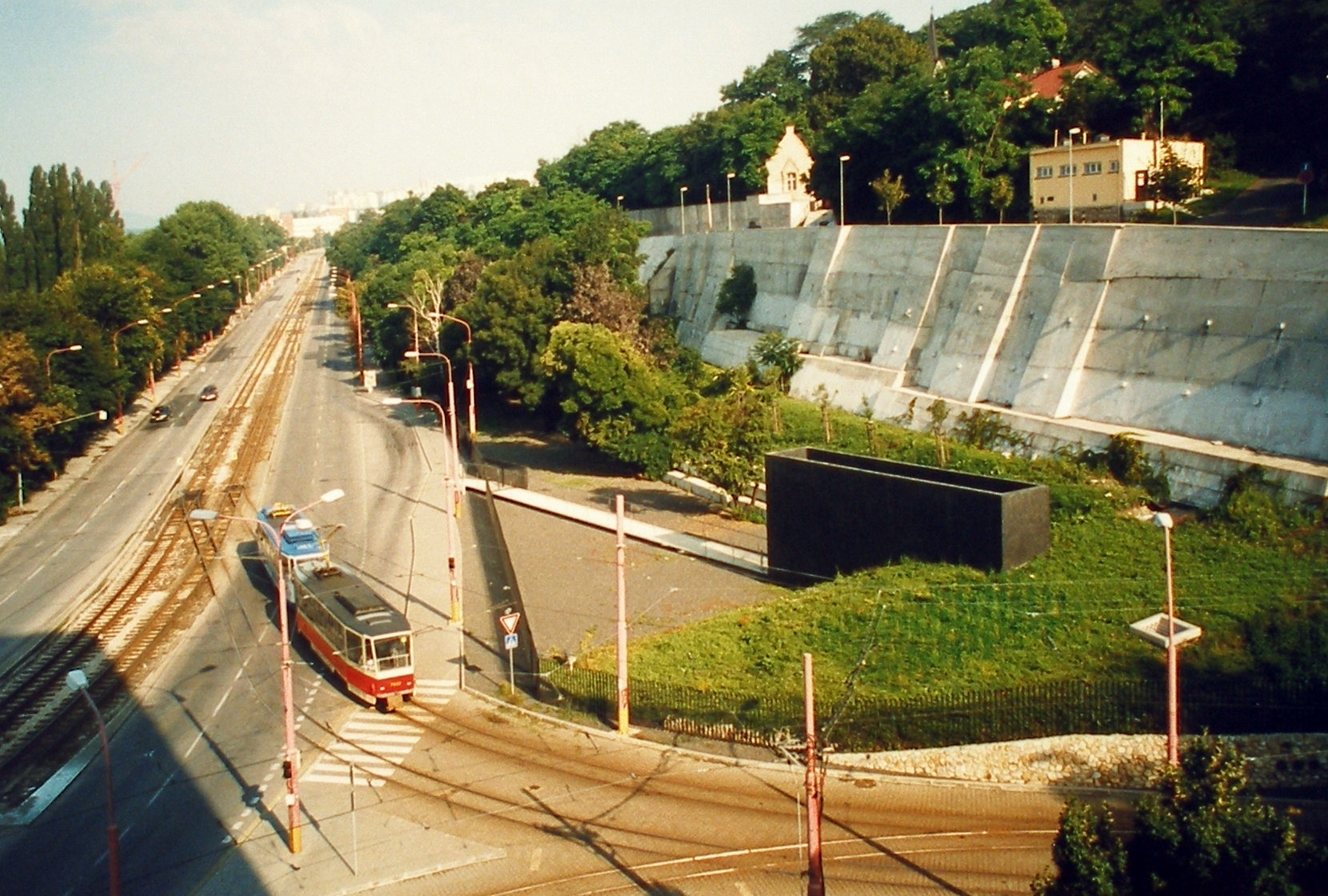
Vista del monumento antes de la construcción del River Park
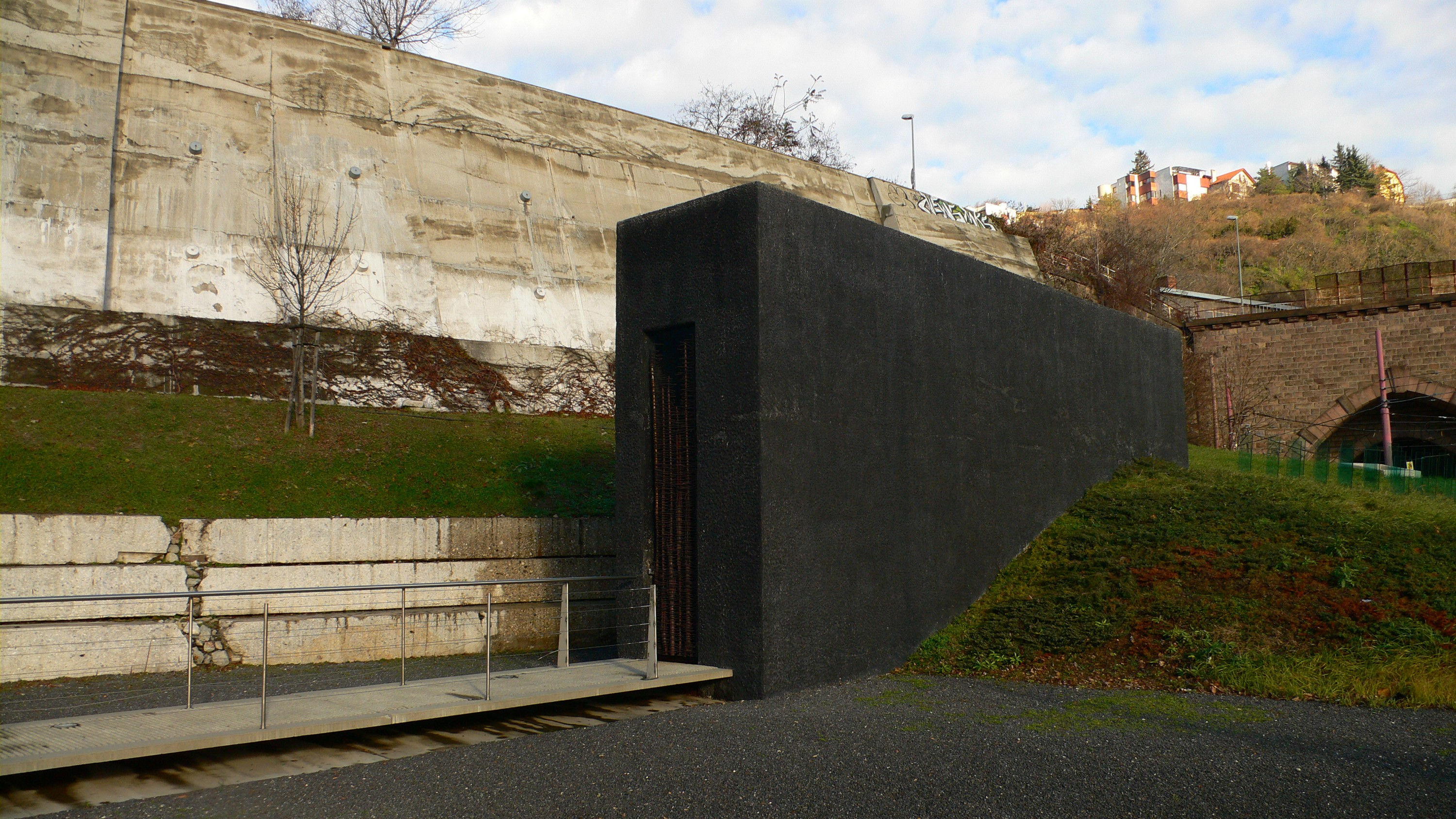
Vista desde enfrente del River Park
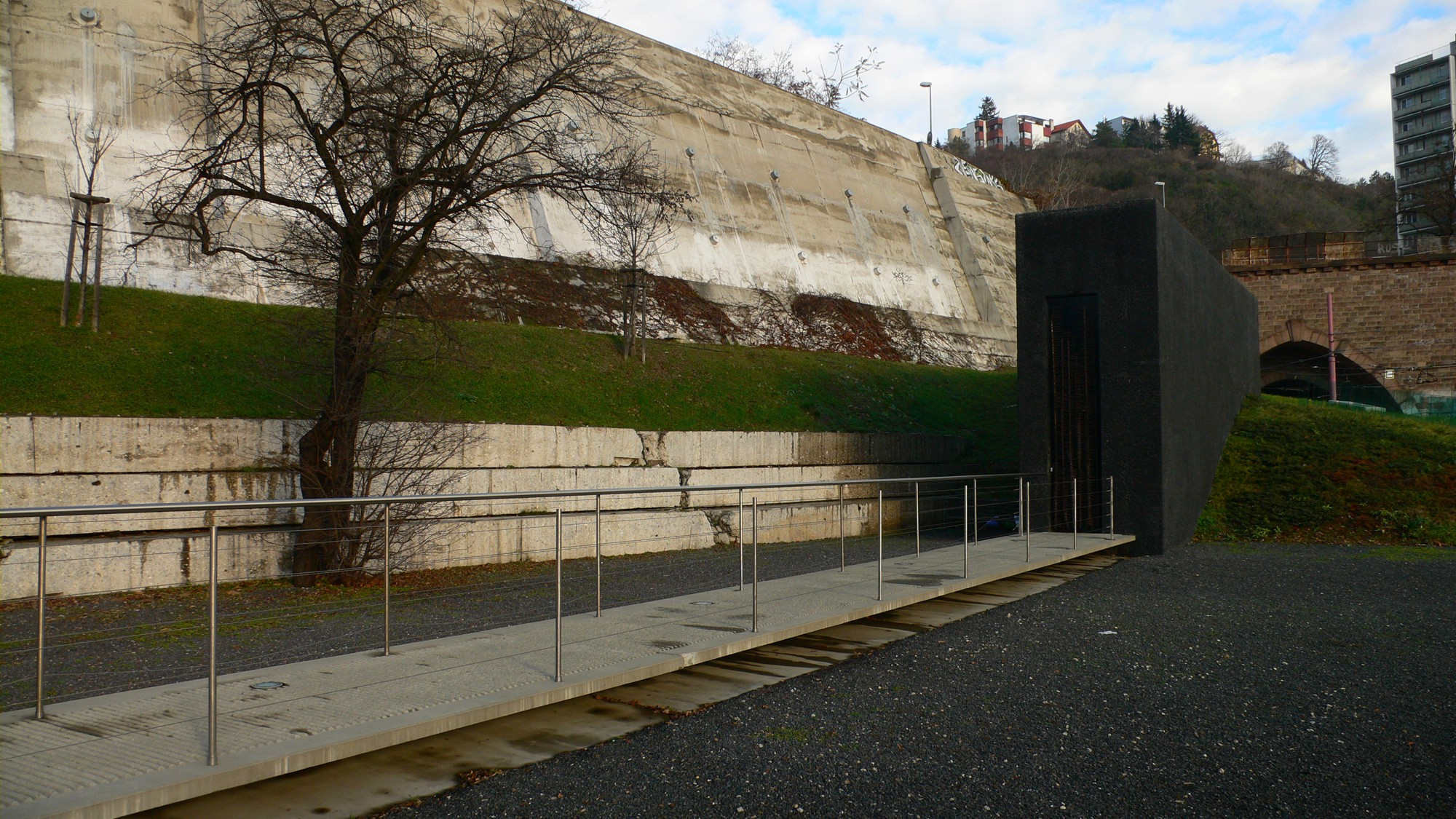
Otra vista